# Junonia hampsteadiensis
Junonia hampsteadiensis är en fjärilsart som beskrevs av Stephens 1827. Junonia hampsteadiensis ingår i släktet Junonia och familjen praktfjärilar. Inga underarter finns listade i Catalogue of Life.